# Lycium truncatum
Lycium truncatum là loài thực vật có hoa trong họ Cà. Loài này được Y.C. Wang mô tả khoa học đầu tiên năm 1934.